# Irakli Dzaria
Irakli Dzaria (ur. 1 grudnia 1988 w Poti) – gruziński piłkarz, grający w Dile Gori. Występuje na pozycji pomocnika. W reprezentacji Gruzji zadebiutował w 2012 roku. Do 1 grudnia 2013 roku rozegrał w niej 5 meczów, w których zdobył jedną bramkę